# Epichoristodes heterotropha
Epichoristodes heterotropha es una especie de polilla del género Epichoristodes, tribu Archipini, familia Tortricidae. Fue descrita científicamente por Bradley en 1965.

## Distribución
La especie se distribuye por Uganda.